# Halina Ostrowska
Halina Ostrowska (ur. 1955) – polska naukowiec, profesor nauk farmaceutycznych.

## Życiorys
W 1978 ukończyła studia na Wydziale Biologii i Nauk o Ziemi Uniwersytetu im. Marii Skłodowskiej-Curie w Lublinie. Po studiach rozpoczęła pracę w Zakładzie Analizy Instrumentalnej Akademii Medycznej w Białymstoku. W 1983 na pod kierunkiem prof. Krzysztofa Worowskiego obroniła pracę doktorską "Enzymy proteolityczne płytek krwi" uzyskując stopień naukowy doktora nauk medycznych. W latach 1990–1991 odbywała staż naukowy w Laboratorium Badań Hemostazy w Sinai Samaritan Medical Center w Milwaukee (USA). W 1999 na podstawie osiągnięć naukowych i złożonej rozprawy "Katepsyna A płytek krwi człowieka" otrzymała na Akademii Medycznej im. prof. Feliksa Skubiszewskiego w Lublinie stopień naukowy doktora habilitowanego nauk farmaceutycznych. W 2011 uzyskała tytuł profesora nauk farmaceutycznych.
Członek Komitetu Cytobiologii Wydziału II Nauk Biologicznych i Rolniczych Polskiej Akademii Nauk. Członek Zespołu Analizy Farmaceutycznej, Biomedycznej i Produktów Naturalnych Komitetu Chemii Analitycznej Polskiej Akademii Nauk. Członek Rady Fundacji Uniwersytetu Medycznego w Białymstoku. Od 2001, czyli od początku istnienia jednostki, kierownik Zakładu Biologii UMB.
Odznaczona Złotym Krzyżem Zasługi (2001).